# Armar (náutica)
En náutica, armar tiene varias acepciones:
- Armar: proveer las embarcaciones de armas, víveres y de todos los objetos necesarios para que puedan ponerse en marcha.
- A bordo es muy usado este verbo en las frases: armar los remos, el cabestrante, etc.
- armar y escorar las cuadernas: colocar las cuadernas de armazón de sus lugares correspondientes para engravarlas, formando las plantillas de los intermedios. Se arman también previamente en tierra para cigüeñarlas.